# Жива (річка)
Жива — річка в Україні, у Знам'янському районі Кіровоградської області. Ліва притока Інгульця (басейн Дніпра).

## Опис
Довжина річки приблизнр 12,3 км. Місцями пересихає.

## Розташування
Бере початок на західній стороні від Іваніки. Спочатку тече на південний захід понад Новопокровкою, через село Макариху, потім на південний захід через Диківку і там впадає у річку Інгулець, праву притоку Дніпра.